# The Dreams
The Dreams ist eine Alternative-Rock-Band aus Tórshavn von den Färöer-Inseln.
Inzwischen arbeitet die Band mit ihrem Produzenten Lars Pedersen in Dänemark und weitet ihre Bekanntheit auf Deutschland und Frankreich aus.

## Geschichte

### Vorgeschichte (2003–2005)
Im Jahr 2003 gründeten die Freunde Hans Edward Andreasen, Heini Mortensen, Hedin Egholm Skov und Edmund í Gardi in Tórshavn eine Punk-Band namens „Zink“. Hedin verließ die Band im Jahr 2004 und wurde durch Eirikur Gilston Corfitz Andersen ersetzt. In diesem Jahr veröffentlichten sie ein Album namens Total Love Songs in färöischer und englischer Sprache. Die Band blieb bis zum Ausstieg von Edmund í Gardi Ende 2004 aktiv. Die verbleibenden Bandmitglieder beschlossen unter dem neuen Namen The Dreams weiterzumachen. Heini Mortensen und Hans Edward Andreasen zogen 2005 nach Dänemark, 2006 folgten Hans Eduard und Eirikur nach Kopenhagen, um dort bessere Voraussetzungen für ihre musikalische Weiterentwicklung zu finden.

### Tazy (2006–2007)
Durch Einreichung eines ihrer Songs wurde die Band aus Tausenden von Bewerbern ausgewählt, um zu MTV Europe nach London zu reisen. Im dortigen Wettbewerb belegten The Dreams den dritten Platz.
Zwischen Juni und Juli 2006 nahm die Band das Punk-Rock-Coveralbum Tazy auf, eine Zusammenstellung der beliebtesten Songs der Färöer.
Im November nahmen The Dreams dann am Global Battle of the Bands in Kopenhagen teil und erreichten auch hier den dritten Platz. Unter den Juroren lernten sie ihren künftigen Produzenten Lars Pedersen kennen.
Im Jahr 2007 wurde Eirikurs jüngerer Bruder, Corfitz, neues Bandmitglied. Dieser hatte zuvor eine färöische Pop-Rock-Band namens Paradox, mit der er auch ein Album namens Falling In Love in englischer Sprache veröffentlicht hatte.

### Den Nye By (2008–2009)
Im Februar 2008 veröffentlichte die Band dann ihr dänisches Debüt-Album Den Nye By und ihr erstes Musikvideo La 'mig være. Im gleichen Monat startete The Dreams im Dansk Melodi Grand Prix Wettbewerb um ihr Land in der Eurovision zu repräsentieren und erreichten mit La 'mig være den vierten Platz. Sie waren die erste färöische Band in diesem Wettbewerb.
Das Jahr 2009 war dann von Konzerten in ganz Dänemark und den Färöer-Inseln geprägt, zu denen im März das Live-Album Den Nye By 09 / Sakin Live erschien. Als Vorankündigung auf ein neues Album wurde am 11. Oktober Under The Sun mit einem Video veröffentlicht und der Song eroberte rasant die Radio- und Fernsehprogramme von Dänemark. Bei einem Auftritt anlässlich der 2009 Klimakonferenz der Vereinten Nationen spielten sie schon drei Songs aus ihrem kommenden Album.

### Revolt (seit 2010)
Im Februar 2010 veröffentlicht die Band ihr zweites Album in englischer Sprache mit dem Titel Revolt in Dänemark. Zu dem gleichnamigen Song wurde auch ein Musikvideo gedreht und als dritte Single des Albums wurde The Optimist veröffentlicht. Begleitet von Live-Auftritten in Deutschland erschien das Album im Sommer des gleichen Jahres bei ferryhouse für das hiesige Publikum.

## Diskografie

### Alben
- 2006: Tazy
- 2008: Den Nye By
- 2009: Den Nye By 09 / Sakin Live
- 2010: Revolt

### Singles
- 2008: La’ mig være
- 2008: Himlen Falder / Helvede Kalder
- 2008: Backstabber
- 2008: 25 (Den Nye By prt.2)
- 2009: Ingen kan erstatte dig
- 2009: Under the Sun
- 2010: Revolt
- 2010: The Optimist